# 山崎夏菜
山崎 夏菜（やまざき かな）は、長野県松本市出身の女優、モデル、イメージコンサルタント、フードコーディネーター。生成インターナショナル所属。
実家は和紙の老舗「紙館島勇」。母は和紙人形作家・書家の叡香。

## 出演

### テレビドラマ
- 法医学教室の事件ファイル 2（1993年）
- 弁護士・朝日岳之助 第7作（1996年） - 吉田由紀 役
- ウルトラマンティガ
- おーい!ムコどの（1996年） -　松本幸恵 役
- 車椅子の弁護士・水島威 第1作（1996年）
- 事件・市民の判決（1996年） - 井上由香 役
- 男の選びかた（1997年） - 盛岡香 役
- ザ・美容室（2000年） - 隅田佳美 役

### バラエティ
- ゆうがたGet! - コメンテーター

### その他
- 高島屋ショッピングチャンネル - 総合司会

### CM
- キヤノン
- ジョンソン カビキラー「こすってらっしゃる隣の奥さん」
- JT 桃の天然水（2000年）「わたしにもあったわ、あんな年頃」
- フェザー安全剃刀
- JR東日本「びゅうJAPAN」
- ウエラ
- 東京ディズニーランド「エレクトリカルパレード」
- NTTdocomo九州
- リプトン ティーバッグ
- マキロン
- サントリーウイスキー

### イベント
- 折り紙展
- ショートショート フィルムフェスティバル in 松本